# (32044) Lakmazaheri
(32044) Lakmazaheri est un astéroïde de la ceinture principale.

## Description
(32044) Lakmazaheri est un astéroïde de la ceinture principale. Il fut découvert le 7 mai 2000 à Socorro (Nouveau-Mexique) par le projet LINEAR. Il présente une orbite caractérisée par un demi-grand axe de 2,27 UA, une excentricité de 0,20 et une inclinaison de 3,2° par rapport à l'écliptique.

## Compléments